# Orientierungslauf-Weltmeisterschaften 2008
Die 25. Orientierungslauf-Weltmeisterschaften fanden vom 12. Juli bis 20. Juli 2008 in und um Olomouc (deutsch Olmütz) in Tschechien statt.

## Herren

### Sprint
| Platz | Land | Athlet            | Zeit        |
| ----- | ---- | ----------------- | ----------- |
| 1     | RUS  | Andrei Chramow    | 13:36,9 min |
| 2     | SUI  | Daniel Hubmann    | 13:39,3 min |
| 3     | SWE  | Martin Johansson  | 14:13,7 min |
| 4     | SVK  | Lukáš Barták      | 14:17,1 min |
| 5     | FRA  | Thierry Gueorgiou | 14:19,3 min |
| 6     | CZE  | Tomáš Dlabaja     | 14:23,1 min |

Qualifikation: 13. Juli (Morgen)

Ort: Prostejov
Finale: 13. Juli (Nachmittag)

Ort: Olomouc

Länge: 3,0 km

Steigung: 45 m

Posten:

### Mitteldistanz

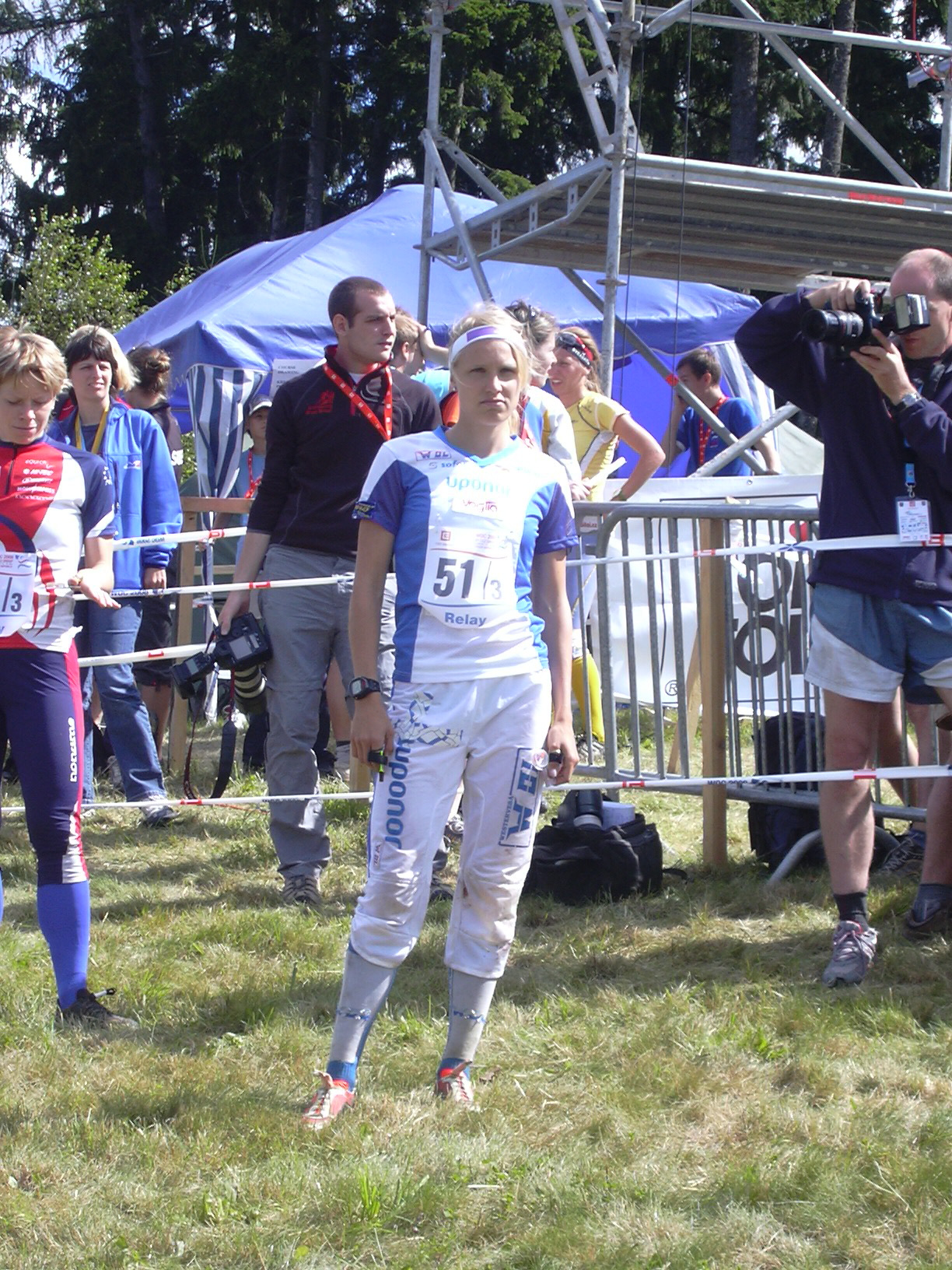
Minna Kauppi, 2008 Weltmeisterin über die Mitteldistanz sowie mit der finnischen Staffel

| Platz | Land | Athlet            | Zeit        |
| ----- | ---- | ----------------- | ----------- |
| 1     | FRA  | Thierry Gueorgiou | 33:49,0 min |
| 2     | CZE  | Michal Smola      | 34:23,0 min |
| 3     | RUS  | Walentin Nowikow  | 34:27,0 min |
| 4     | SUI  | Daniel Hubmann    | 34:36,0 min |
| 5     | SWE  | Peter Öberg       | 35:20,0 min |
| 6     | NOR  | Anders Nordberg   | 35:23,0 min |

Qualifikation: 17. Juli (Morgen)

Ort: Čokoládka
Finale: 17. Juli (Nachmittag)

Ort: Mazance

Länge: 5,8 km

Steigung: 245 m

Posten:

### Langdistanz
| Platz | Land | Athlet          | Zeit        |
| ----- | ---- | --------------- | ----------- |
| 1     | SUI  | Daniel Hubmann  | 1:46:08,0 h |
| 2     | NOR  | Anders Nordberg | 1:47:23,0 h |
| 3     | FRA  | François Gonon  | 1:48:05,0 h |
| 4     | RUS  | Andrei Chramow  | 1:49:30,0 h |
| 5     | SUI  | Matthias Merz   | 1:49:47,0 h |
| 6     | SVK  | Marián Dávidík  | 1:50:15,0 h |

Qualifikation: 15. Juli

Ort: Hadinec
Finale: 19. Juli

Ort: Boudy

Länge: 17,3 km

Steigung: 750 m

Posten:

### Staffel
| Platz | Land | Athleten                                       | Zeit      |
| ----- | ---- | ---------------------------------------------- | --------- |
| 1     | GBR  | Graham Gristwood Jon Duncan Jamie Stevenson    | 2:18:17 h |
| 2     | RUS  | Dmitri Zwetkow Andrei Chramow Walentin Nowikow | 2:18:58 h |
| 3     | SUI  | Baptiste Rollier Matthias Merz Daniel Hubmann  | 2:21:49 h |
| 4     | CZE  | Jan Procházka Michal Smola Tomáš Dlabaja       | 2:22:27 h |
| 5     | LAT  | Edgars Bertuks Janis Krumins Martins Sirmais   | 2:22:53 h |
| 6     | FIN  | Pasi Ikonen Jarkko Huovila Tero Föhr           | 2:23:21 h |

Finale: 20. Juli

Ort: Olsana

Länge: 5,8 km / 5,8 km / 7,0 km

Steigung: 275 m / 275 m / 300 m

Posten: 17 / 17 / 22
Mit dem Sieg Großbritanniens gab es eine Überraschung beim Staffellauf der Männer. Zunächst hatte François Gonon seine favorisierten Franzosen in Führung gebracht. Nach den zweiten Läufern lag Frankreich an zweiter Steller hinter Großbritannien und vor Russland und der Schweiz. Der französische Schlussläufer Thierry Gueorgiou musste jedoch das Rennen aufgeben, nachdem er auf einen Bienenstich allergisch reagiert hatte. Damit schieden die Franzosen ebenso wie die zuvor auf Rang 13 liegenden Dänen aus. Die skandinavischen Nationen Finnland, Norwegen und Schweden kamen auf die Ränge 6 bis 8. Österreich kam auf Platz 11 und Deutschland auf Platz 16. Von 33 ins Ziel kommenden Mannschaften (drei wurden disqualifiziert) belegte Südafrika mit 3:51:35 h den letzten Platz.

## Damen

### Sprint
| Platz | Land | Athletin               | Zeit        |
| ----- | ---- | ---------------------- | ----------- |
| 1     | NOR  | Anne Margrethe Hausken | 12:42,2 min |
| 2     | FIN  | Minna Kauppi           | 12:51,5 min |
| 3     | SWE  | Helena Jansson         | 13:01,1 min |
| 4     | RUS  | Galina Winogradowa     | 13:06,8 min |
| 5     | FIN  | Heli Jukkola           | 13:13,1 min |
| 6     | CZE  | Dana Brožková          | 13:13,2 min |

Finale: 13. Juli

Ort:

Länge: 2,5 km

Steigung: 45 m

Posten:

### Mitteldistanz
| Platz | Land | Athlet            | Zeit        |
| ----- | ---- | ----------------- | ----------- |
| 1     | FIN  | Minna Kauppi      | 32:35,0 min |
| 2     | SUI  | Vroni König-Salmi | 34:37,0 min |
| 3     | CZE  | Radka Brožková    | 34:51,0 min |
| 4     | NOR  | Marianne Andersen | 35:11,0 min |
| 5     | RUS  | Tatjana Rjabkina  | 35:39,0 min |
| 6     | FIN  | Merja Rantanen    | 35:43,0 min |

Qualifikation: 17. Juli (Morgen)

Ort: Čokoládka
Finale: 17. Juli (Nachmittag)

Ort: Mazance

Länge: 4,8 km

Steigung: 190 m

Posten:

### Langdistanz
| Platz | Land | Athlet                 | Zeit        |
| ----- | ---- | ---------------------- | ----------- |
| 1     | CZE  | Dana Brožková          | 1:24:26,0 h |
| 2     | NOR  | Marianne Andersen      | 1:25:09,0 h |
| 3     | SWE  | Annika Billstam        | 1:25:28,0 h |
| 4     | NOR  | Anne Margrethe Hausken | 1:26:14,0 h |
| 5     | DEN  | Signe Soes             | 1:27:24,0 h |
| 6     | SWE  | Sofie Johansson        | 1:28:09,0 h |

Qualifikation: 15. Juli

Ort: Hadinec
Finale: 19. Juli

Ort: Boudy

Länge: 11,9 km

Steigung: 450 m

Posten:

### Staffel
| Platz | Land | Athleten                                                    | Zeit      |
| ----- | ---- | ----------------------------------------------------------- | --------- |
| 1     | FIN  | Katri Lindeqvist Merja Rantanen Minna Kauppi                | 2:13:14 h |
| 2     | RUS  | Galina Winogradowa Julia Nowikowa Tatiana Ryabkina          | 2:15:49 h |
| 3     | SWE  | Annika Billstam Sofie Johansson Helen Jansson               | 2:16:27 h |
| 4     | SUI  | Ines Brodman Vroni König-Salmi Lea Müller                   | 2:17:08 h |
| 5     | CZE  | Radka Brožková Eva Juřeníková Dana Brožková                 | 2:18:22 h |
| 6     | NOR  | Marianne Riddervold Marianne Andersen Anne Margethe Hausken | 2:20:04 h |

Finale: 20. Juli

Ort: Olsana

Länge: 7,6 km / 7,6 km / 8,4 km

Steigung: 350 m / 350 m / 350 m

Posten: 23 / 23 / 27
Alle 26 gestarteten Mannschaften kamen ins Ziel. Nach den ersten Läufern führte Russland vor den zeitgleichen Schwedinnen und Tschechinnen. Das finnische Team lang zunächst nur auf Rang sieben. Die zweite russische Läuferin, Julia Nowikowa, konnte die russische Führung nicht mehr halten und die Staffel fiel auf Rang drei zurück. Vroni König-Salmi hatte mit einem ordentlichen Lauf eine Führung von fast einer Minute auf die immer noch auf Rang zwei liegenden Schwedinnen aufgebaut. Tschechien war nun auf Rang vier, Finnland kletterte nach Merja Rantanens Lauf auf den fünften Platz vor Norwegen. Für die in Führung liegende Schweiz startet nun Lea Müller. Sie benötigte ganze 52:06 min, womit die Schweizerinnen wieder zurückfielen. Die Finnin Minna Kauppi legte mit 45:13 min eine Glanzleistung hin und baute trotz eines vorherigen Rückstandes von drei Minuten einen Vorsprung von gut zweieinhalb Minuten auf die auf Rang zwei laufenden Russin Tatjana Rjabkina auf. Die Schwedinnen wurden am Ende Dritte und die Schweiz fiel von Platz eins auf Platz vier. Deutschland erreichte Platz 15, Österreich den 22. Platz.

## Medaillenspiegel
| Platz | Land                   | Gold | Silber | Bronze | Gesamt |
| ----- | ---------------------- | ---- | ------ | ------ | ------ |
| 1     | Finnland               | 2    | 1      | -      | 3      |
| 2     | Russland               | 1    | 2      | 1      | 4      |
|       | Schweiz                | 1    | 2      | 1      | 4      |
| 4     | Norwegen               | 1    | 2      | -      | 3      |
| 5     | Tschechien             | 1    | 1      | 1      | 3      |
| 6     | Frankreich             | 1    | -      | 1      | 2      |
| 7     | Vereinigtes Königreich | 1    | -      | -      | 1      |
| 8     | Schweden               | -    | -      | 4      | 4      |